# Idea idea
Idea idea är en fjärilsart som beskrevs av Carl von Linné 1763. Idea idea ingår i släktet Idea och familjen praktfjärilar. Inga underarter finns listade i Catalogue of Life.

## Bildgalleri

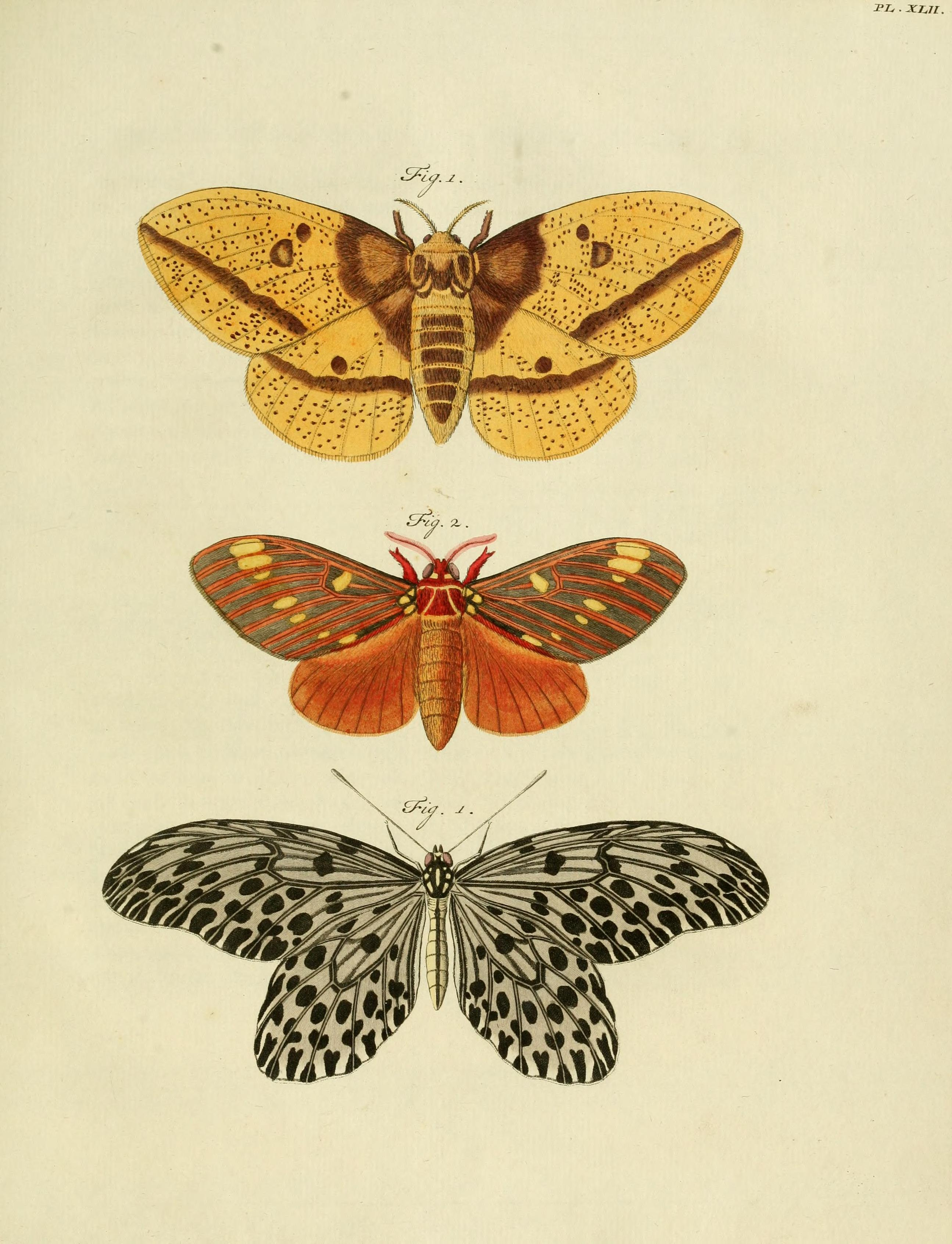
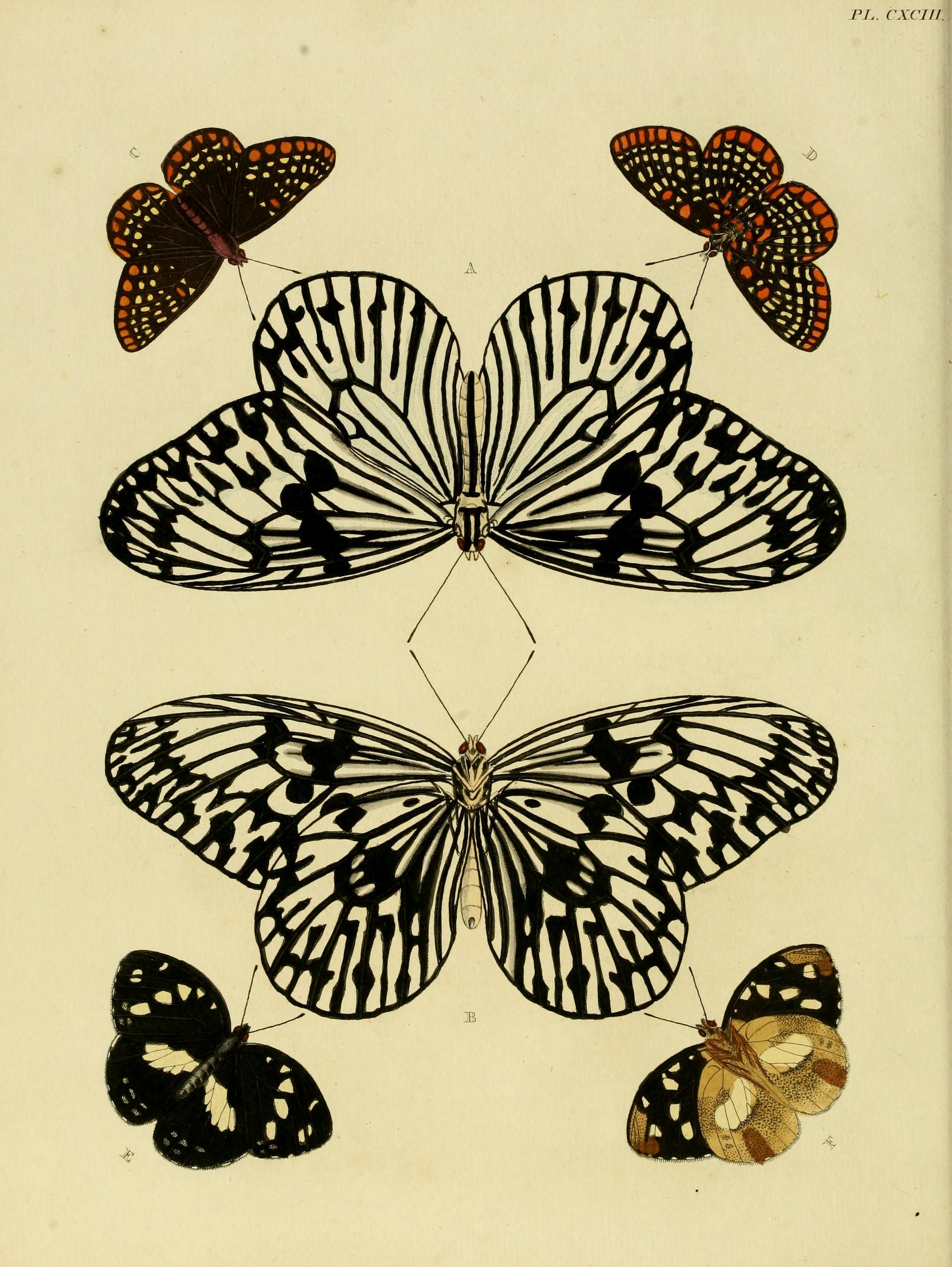
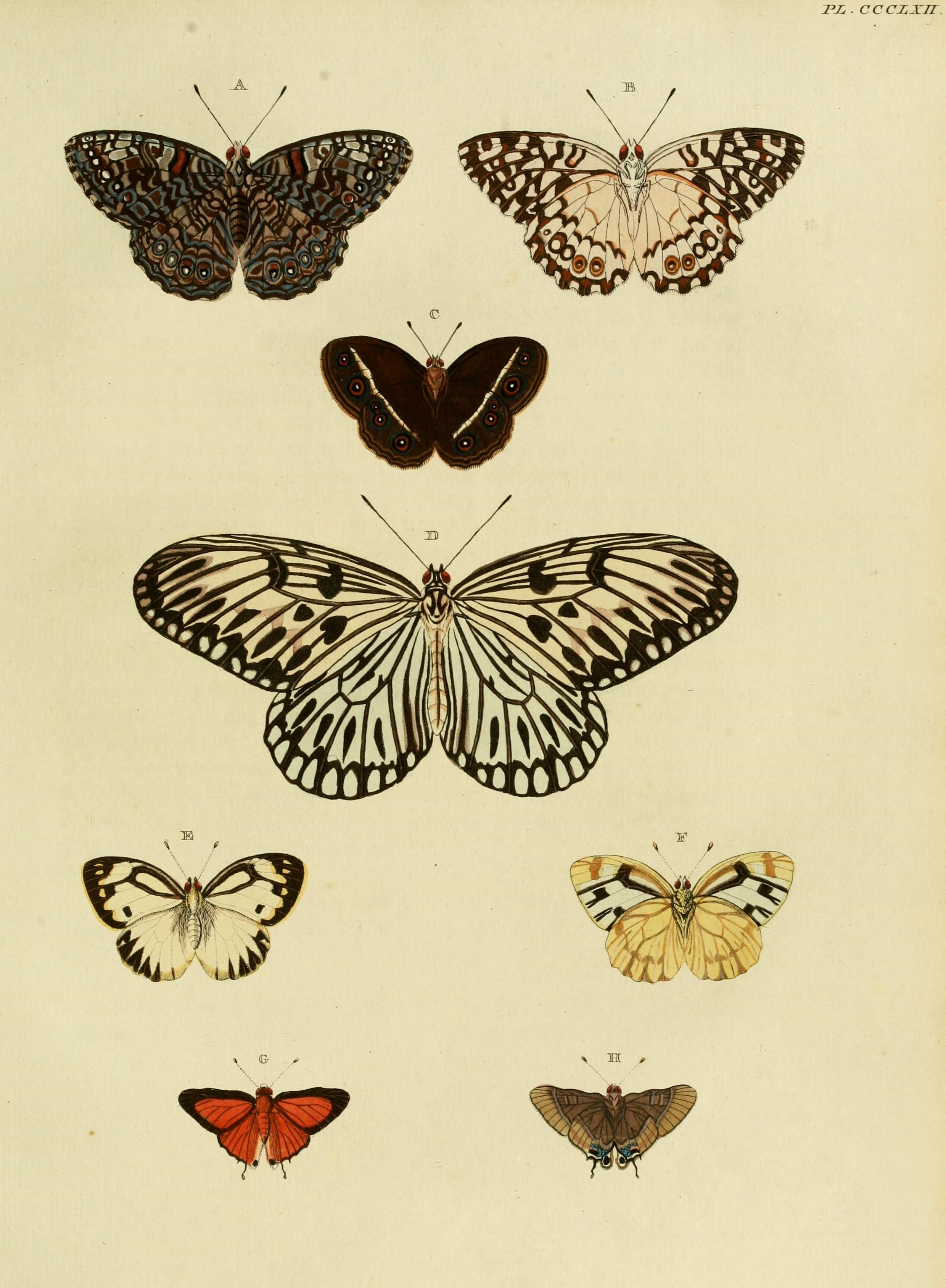